# Is It Bill Bailey?
Is It Bill Bailey? foi uma série de comédia de stand-up / sketch escrita e estrelada por Bill Bailey. Uma temporada de seis episódios foi produzida e exibida na BBC Two em 1998 e nunca mais foi ordenado ou pedido em DVD. A série teria sido repetida pela primeira vez desde a transmissão original no canal Dave em 23 de setembro de 2008, mas foi cancelado alguns dias antes de ser exibido.
Em cada episódio Bailey fazia comédia de stand-up no palco, intercalado com esquetes estrelando ele mesmo e outros atores. Assim como realizar paródias de músicas pop ou artistas, Bailey desconstruía músicas de programas televisivos como Doctor Who ou Starsky and Hutch.
O programa foi produzido pela BBC Escócia e muitos das esquetes possuíam atores escoceses actors como Forbes Masson e Ford Kiernan. Geraldine McNulty, Norman Lovett e Simon Pegg também apareciam. Material adicional vinha de colaboradores frequentes como Sean Lock e Martin Trenaman. Os shows foram dirigidos por Edgar Wright, que foi dirigir o britcom Spaced e os filmes Shaun of the Dead e Hot Fuzz, todos estrelando Simon Pegg.